# Легионово
Легионово (пољ. Legionowo), је град у Мазовском војводству. Оно се налази у Варшавској котлини. Легионово има статус приградског насеља Варшаве.

## Географски положај
Легионово се налази на путу који спаја Варшаву са Гдањском (пруга) и Мазурима (регионални пут бр. 61). Само 7 km дели град од Зегжинског залива (Zalew Zegrzyński) - традиционалног излетишта људи из Варшаве и околине. 

## Демографија
| 2012.  |
| ------ |
| 54.109 |

## Образовање
- Виша Економско-Техничка школа (Wyższa Szkoła Ekonomiczno-Techniczna)
- Центар за обуку полиције (Centrum Szkolenia Policji)